# 중화민국 공군군관학교
중화민국 공군군관학교(中華民國 空軍軍官學校)는 자유중화민국 타이완 가오슝에 소재한 공군 군사 학교이다.
본래 이 학교는 1928년 10월 31일을 기하여 중화민국 대륙 본토 국민정부 시대 시절 중화민국 장쑤 성 난징에서 첫 개교되었고 1929년 1월 20일을 기하여 중화민국 허베이 성 톈진에 제1분교를 설치하였으며 1931년 6월 1일을 기하여 중화민국 저장 성 항저우에서 제2분교가 설치된 이후 아직 국부천대 사태가 일어나기 3년 전이던 1946년 1월 31일을 기하여 난징 본교와 톈진 1분교와 항저우 2분교 등 3개 학교가 모두 자유중화민국 타이완 가오슝으로 이전되어 현재에 이르고 있다.

## 같이 보기
- 중화민국 육군군관학교
- 중화민국 국방대학교
- 황푸 군관학교
- 바오딩 육군군관학교